# Auerswalde
Auerswalde ist ein Ortsteil der sächsischen Gemeinde Lichtenau im Landkreis Mittelsachsen. Bis zum 31. Dezember 1998 war Auerswalde eine selbstständige Gemeinde. Im Zuge einer Gemeindegebietsreform schlossen sich die vormals selbstständigen Orte Auerswalde, Lichtenau und Ottendorf am 1. Januar 1999 zu einer neuen Gemeinde, die zunächst den Namen Auerswalde trug, zusammen. Am 11. September 2000 wurde Auerswalde in Lichtenau umbenannt.

## Geographie

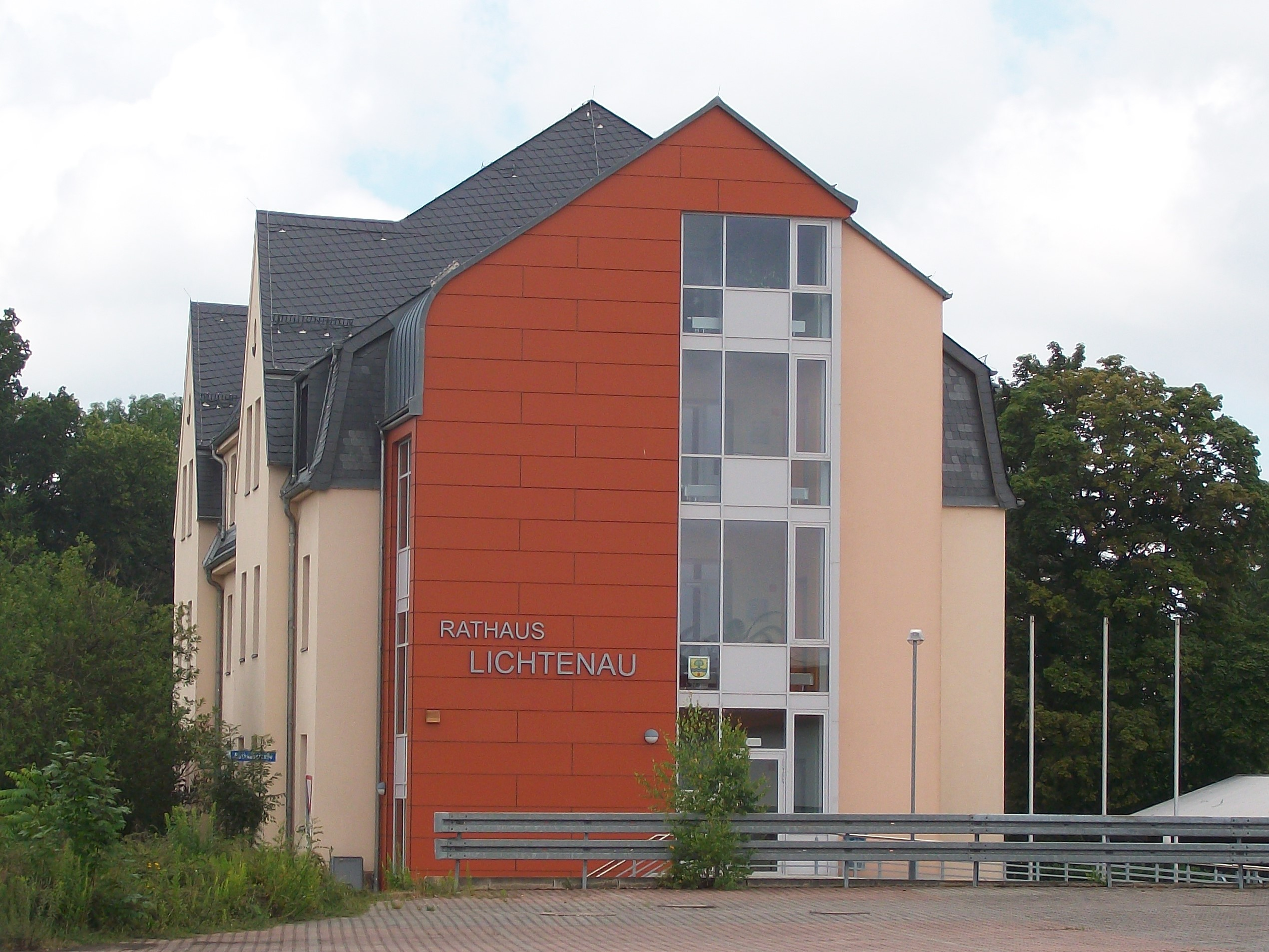
Rathaus der Gemeinde Lichtenau in Auerswalde

### Geographische Lage
Südlich von Auerswalde beginnt eine sanftmuldige wald- und gehölzarme Lösslandschaft, die sich nordwärts ausdehnt. Auerswalde ist auf rund 288 m ü. NHN gelegen und befindet sich ca. sechs Kilometer nördlich vom Stadtzentrum der Großstadt Chemnitz sowie etwa acht Kilometer westlich von Frankenberg/Sa. relativ zentral im Landkreis Mittelsachsen. Der Ort wird von Osten nach Westen vom Auerswalder Bach durchflossen. Er hat seine Quelle in der Nähe des Gewerbegebietes „Auerswalder Höhe“ und mündet an der Ortsgrenze in die Chemnitz. In der Aue im Chemnitztal befindet sich das Naturschutzgebiet „Am Schusterstein“. Auerswalde hat seinen Ortskern an der östlichen Gemarkungsgrenze zu Oberlichtenau. Hier befindet sich die Gemeindeverwaltung Lichtenau. Entlang des Baches setzt sich der Ort in Form eines Waldhufendorfes fort. Im Chemnitztal an der westlichen Ortsgrenze gibt es einen weiteren Siedlungskern aus den 1930er Jahren entlang der Straßen „Am Vorwerk“ und „Geschwister Scholl“. Auerswalde bildet eine eigene Gemarkung innerhalb der Gemeinde Lichtenau aus. Sie hat eine Größe von etwa zwölf Quadratkilometern.

### Nachbarorte
|                                                                   | Garnsdorf und Ottendorf (zu Lichtenau)      |                         |
| Wittgensdorf (zu Chemnitz) und Köthensdorf-Reitzenhain (zu Taura) | Kompassrose, die auf Nachbargemeinden zeigt | Oberlichtenau           |
|                                                                   | Glösa, Draisdorf (beide zu Chemnitz)        | Ebersdorf (zu Chemnitz) |

## Geschichte

### 11. bis 18. Jahrhundert
| Jahr | Einwohner |
| ---- | --------- |
| 1834 | 1101      |
| 1871 | 1536      |
| 1890 | 1833      |
| 1910 | 1959      |
| 1925 | 2402      |
| 1933 | 2734      |
| 1939 | 3349      |
| 1946 | 3816      |
| 1950 | 3726      |
| 1964 | 3050      |
| 1990 | 2275      |
| 1993 | 2233      |
| 1998 | 3272      |

Um 1100 (urkundlich: eine lange Zeit vor 1143) sind Wolfsjäger als erste Siedler im Bereich von Auerswalde nachgewiesen, diese hielten sich aber nur saisonal dort auf. Für das Jahr 1186 ist die Existenz eines kirchlichen Anwesens nachgewiesen. 1230 wurde die Kirche St. Ursula gebaut. Die erste urkundliche Erwähnung des Orts und der Herren von Auerswalde erfolgte unter dem Namen „Urswalde“ im Jahre 1263, daher könnte auch das Patrozinium der St.-Ursula-Kirche stammen. (Anm.: Die Siegelmarke zeigt keinen Auerochsen, auf den sich der Ortsname beziehen soll, sondern einen Wisent.) Im Jahre 1334 wurde in Auerswalde eine der ältesten Schänken Sachsens, das „Erbgericht“, erbaut. Auf dem Gelände des heutigen Gutshauses Auerswalde befinden sich vermutlich die Reste um 1248 als Herrensitz erwähnten Burganlage. Dieser Herrensitz wurde im Jahr 1445 als Rittersitz und seit 1551 als Rittergut erwähnt. Das Vorwerk Auerswalde ist seit 1474 durch Ilse von Harras urkundlich belegt. Im Jahr 1582 folgte die Erwähnung einer Schule in Auerswalde. Im Jahr 1551 zählte Auerswalde 50 besessene Mann, 9 Gärtner, 6 Häusler und 97 Inwohner, die 32 Hufen Land bewirtschafteten. Etwa 200 Jahre später, im Jahr 1764, waren es 43 besessene Mann, 9 Gärtner, 53 Häusler auf 27 1⁄4 Hufen Land. Seit dem 15. Jahrhundert bis ins 20. Jahrhundert wurde in Auerswalde an verschiedenen Orten Kalk abgebaut.
Auerswalde war bis ins 19. Jahrhundert bezüglich der Verwaltung geteilt. Der obere Ortsteil, sowie das Rittergut und das Vorwerk im unteren Teil unterstanden der Grundherrschaft des Ritterguts Lichtenwalde im kursächsischen Amt Lichtenwalde, das ab 1696 durch das kursächsische Amt Frankenberg-Sachsenburg und ab 1783 durch das kursächsische Amt Augustusburg verwaltet wurde. Der untere Teil von Auerswalde gehörte wie Nieder-Garnsdorf zur Grundherrschaft des Ritterguts Auerswalde, das als Exklave zum kursächsischen Amt Rochlitz gehörte. Nachdem die Herren von Auerswalde das Gutshaus Auerswalde im Jahre 1596 an die Herren von Schönberg veräußert hatten, ging es 1724 an den Reichsgrafen von Watzdorf über, der den Neubau des Herrenhauses veranlasste. 1764 ging es durch Erbe an den Grafen von Vitzthum von Eckstädt über, in dessen Familienbesitz es sich bis 1945 befand.

### 19. Jahrhundert bis zur Gegenwart

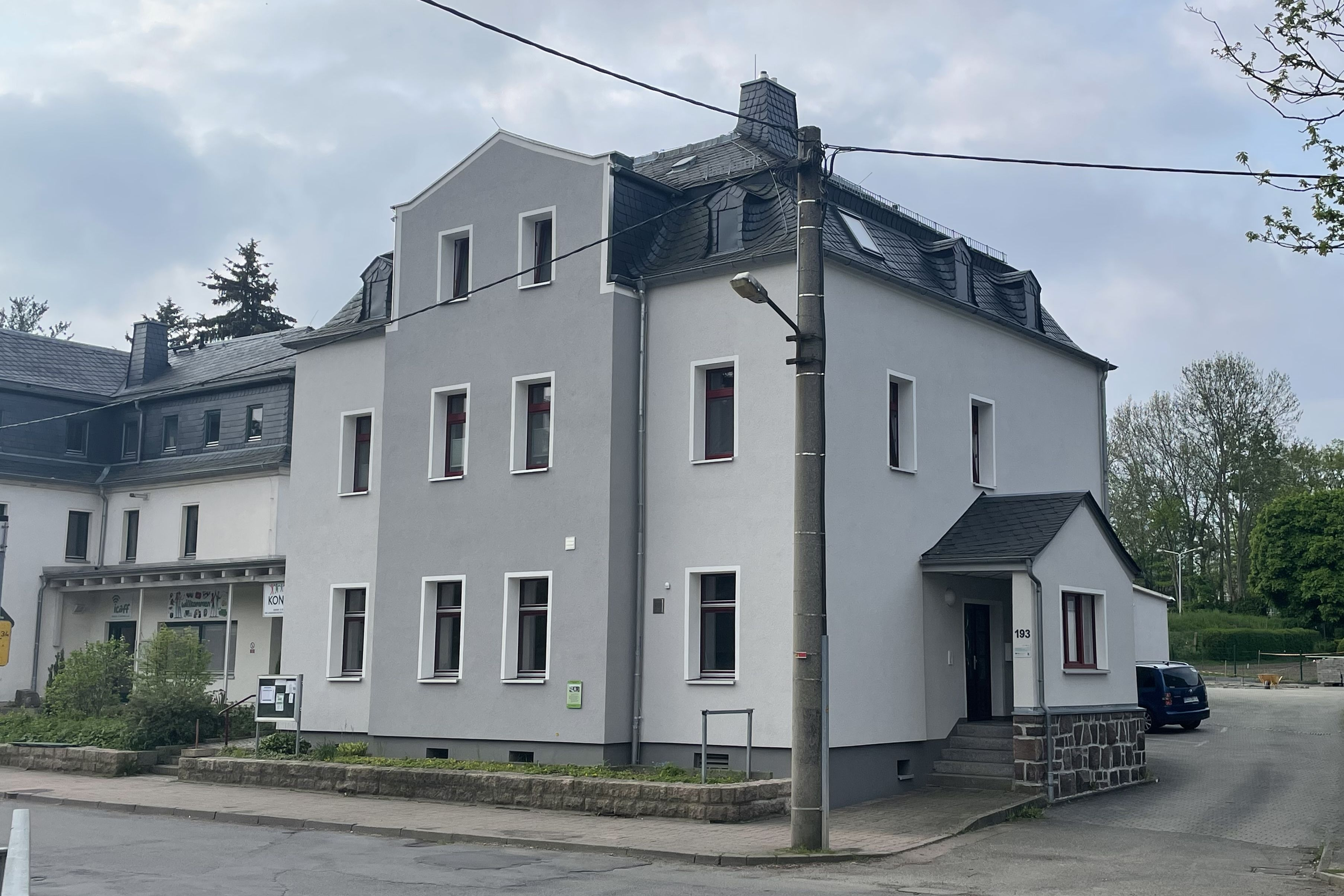
Ehemaliges Rathaus Auerswalde

Ab 1832 war Auerswalde als Teil der Grundherrschaft Lichtenwalde vollständig zum königlich-sächsischen Amt Augustusburg gehörig. Nach dem Ende der sächsischen Ämterverfassung 1856 lag Auerswalde im Zuständigkeitsbereich des Gerichtsamtes Frankenberg. Ab 1875 gehörte Auerswalde zur Amtshauptmannschaft Flöha und ab 1933 zur Amtshauptmannschaft Chemnitz.
Die neue Schule in Auerswalde (heutige Grundschule) wurde im Jahr 1877 eingeweiht. Drei Jahre später erfolgte im Jahr 1880 die Eröffnung der Chemnitztalstraße. Seit 1888 hat Auerswalde eine Freiwillige Feuerwehr. Am 1. September 1902 erhielt Auerswalde mit dem Bahnhof „Auerswalde-Köthensdorf“ im Chemnitztal eine Station an der Bahnstrecke Wechselburg–Küchwald (Chemnitztalbahn). Sie wurde erst mit der Stilllegung der Strecke am 24. Mai 1998 außer Betrieb genommen. 1907 erhielt die St.-Ursula-Kirche in Auerswalde durch einen Umbau ihr heutiges Aussehen. In Oberauerswalde entstanden im Jahr 1913 mit der „Alten Kolonie“ die ersten Häuser der oberen Siedlung. Ab 1932 erlebte Auerswalde durch den beginnenden Siedlungsbau am Vorwerk einen deutlichen Bevölkerungsanstieg: lebten 1925 noch 2402 Menschen im Ort, waren es im Jahr 1939 bereits 3349. Weitere sechs Jahre später, 1945, lebten 3816 Menschen hier. Die Obere Schule (bis 2011 Mittelschule Auerswalde Haus A) wurde im Jahr 1929 eingeweiht.
1945, einige Tage vor dem Ende des Zweiten Weltkriegs, war Auerswalde vom 15. bis zum 26. April von amerikanischen Truppen besetzt. Am 7. und 8. Mai 1945 gaben die Amerikaner den Ort jedoch an die Rote Armee der Sowjetunion weiter.  Im Zuge der Bodenreform in der Sowjetischen Besatzungszone ab 1945 wurden das Rittergut und das Vorwerk enteignet. In dem Gutshof Auerswalde wurden 1945 Notwohnungen eingerichtet. Später erfolgte ein Teilabriss der Gutsgebäude.
Durch die zweite Kreisreform in der DDR kam die Gemeinde Auerswalde im Jahr 1952 zum Kreis Chemnitz-Land im Bezirk Chemnitz (1953 in Kreis Karl-Marx-Stadt-Land und Bezirk Karl-Marx-Stadt umbenannt). Fortan verlief bis Dezember 1952 östlich von Auerswalde die Grenze zum Kreis Flöha, dem der Nachbarort Oberlichtenau zunächst während der Kreisreform 1952 zugeschlagen worden war. 1954 wurde Auerswalde, ebenso wie seine Nachbarorte Untergarnsdorf und Krumbach, von einem schweren Hochwasser betroffen.
1990 kam die Gemeinde Auerswalde zum sächsischen Landkreis Chemnitz. 1992 bildeten Auerswalde und Garnsdorf eine Verwaltungsgemeinschaft, zum 1. Januar 1994 entstand daraus die Gemeinde Auerswalde. Bei der Auflösung des Landkreises Chemnitz kam die Gemeinde Auerswalde im Jahr 1994 zum Landkreis Mittweida, der 2008 im Landkreis Mittelsachsen aufging. Im Zuge der Gemeindegebietsreform in Sachsen wurden 1999 die Gemeinden Auerswalde, Lichtenau und Ottendorf zu einer neuen Gemeinde vereinigt, deren Name erst am 28. Mai 2000 durch einen Bürgerentscheid als „Lichtenau“ festgelegt wurde, hierfür entschieden sich 51 % der Abstimmungsberechtigten. Die Jahrhundertflut von 2002 zeigte auch im Ortsteil Auerswalde verheerende Auswirkungen. Seit November 2005 befindet sich die gesamte Verwaltung der Gemeinde Lichtenau im neuen Rathaus in der „Auerswalder Hauptstraße 2“ in Auerswalde.
Seit 2023 bringt der Heimatverein Auerswalde/Garnsdorf e. V. an geschichtsträchtigen Objekten sog. „Historische Ortstafeln“ an, die Idee dazu wurde vom Kultur- und Heimatverein Wittgensdorf e. V. übernommen. In Kurzform und mittels historischer Fotos wird über die Geschichte des Objektes informiert.

Die erste Tafel wurde am 23. März 2023 an der ehemaligen Gemeindeverwaltung von Auerswalde (heute Haus KONTAKT) angebracht.

Die Standorte der Ortstafeln sind in einer interaktiven Karte eingetragen.

### Burgstall Wasserburg Auerswalde mit Rittergut und Herrenhaus (bei Lichtenau/Sachsen)
Eine Landkarte des 16. Jh., genannt Ur-Oeder (siehe Matthias Oeder), zeigt in Auerswalde eine Befestigungsanlage/Herrensitz, offenbar eine Wasserburg. Die Karte wird auf die Zeit um 1585 datiert. Der Kartenausschnitt mit der Burg ist in der Literatur von Geupel abgebildet. Die Anlage soll im Westteil von Auerswalde unmittelbar westlich des Herrenhauses des Rittergutes gelegen haben. Das Burgareal wurde am 15. Oktober 1971 als Bodendenkmal eingetragen. Funde vom Areal lagen vor 1983 laut Geupel nicht vor. Irgendwann (vor 1983) war die Anlage durch eine Hofauffüllung mit Erde überdeckt worden.
1248 war „Otto de Vrswalde“ urkundlich aufgetreten. Nach genannter Karte bestand die Burg offenbar aus einem viereckigen Kernwerk mit Festem Haus und umlaufendem – stark abgerundetem – Wassergraben. Aus Herrensitz/Wasserburg ging das Rittergut hervor.

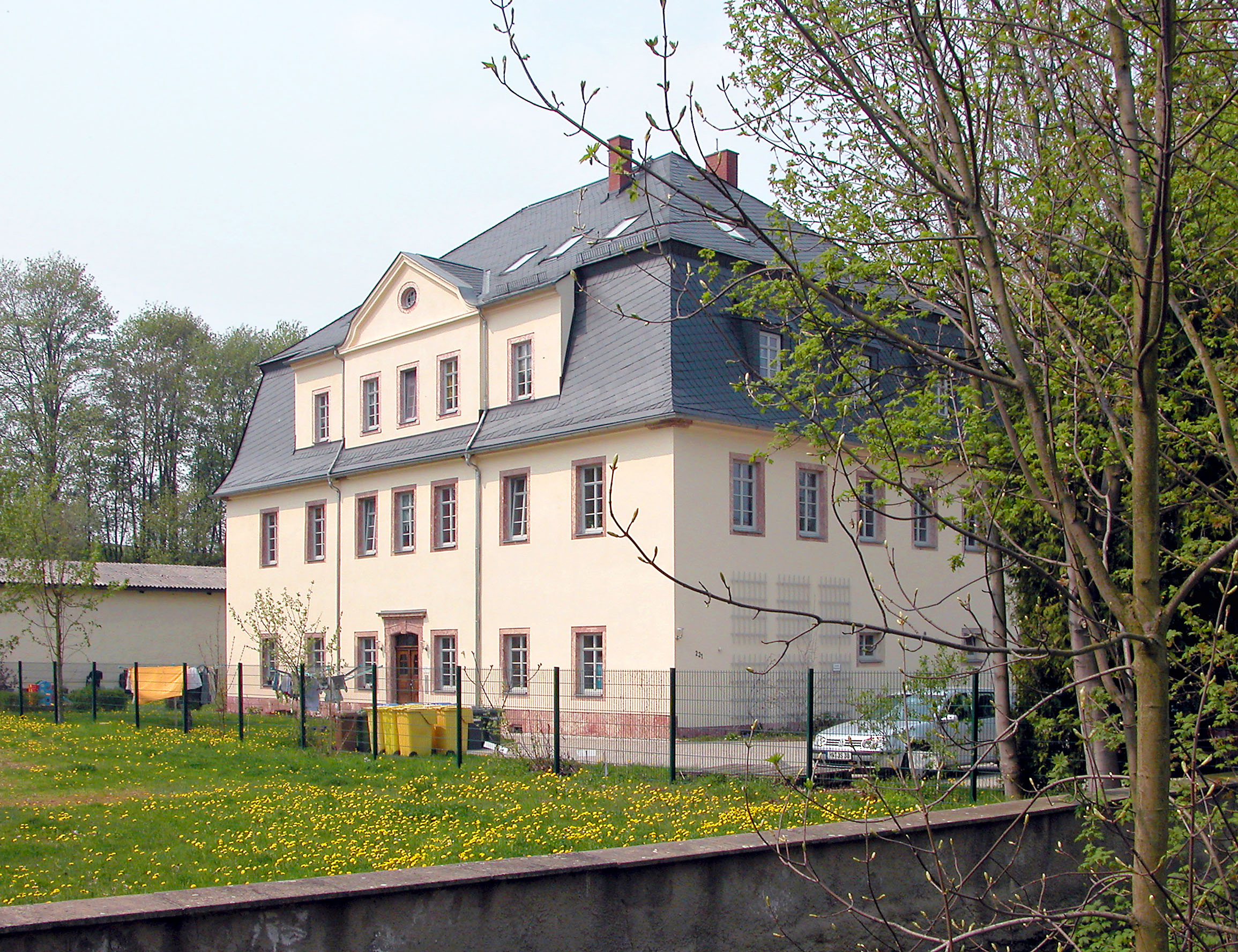
Herrenhaus Auerswalde
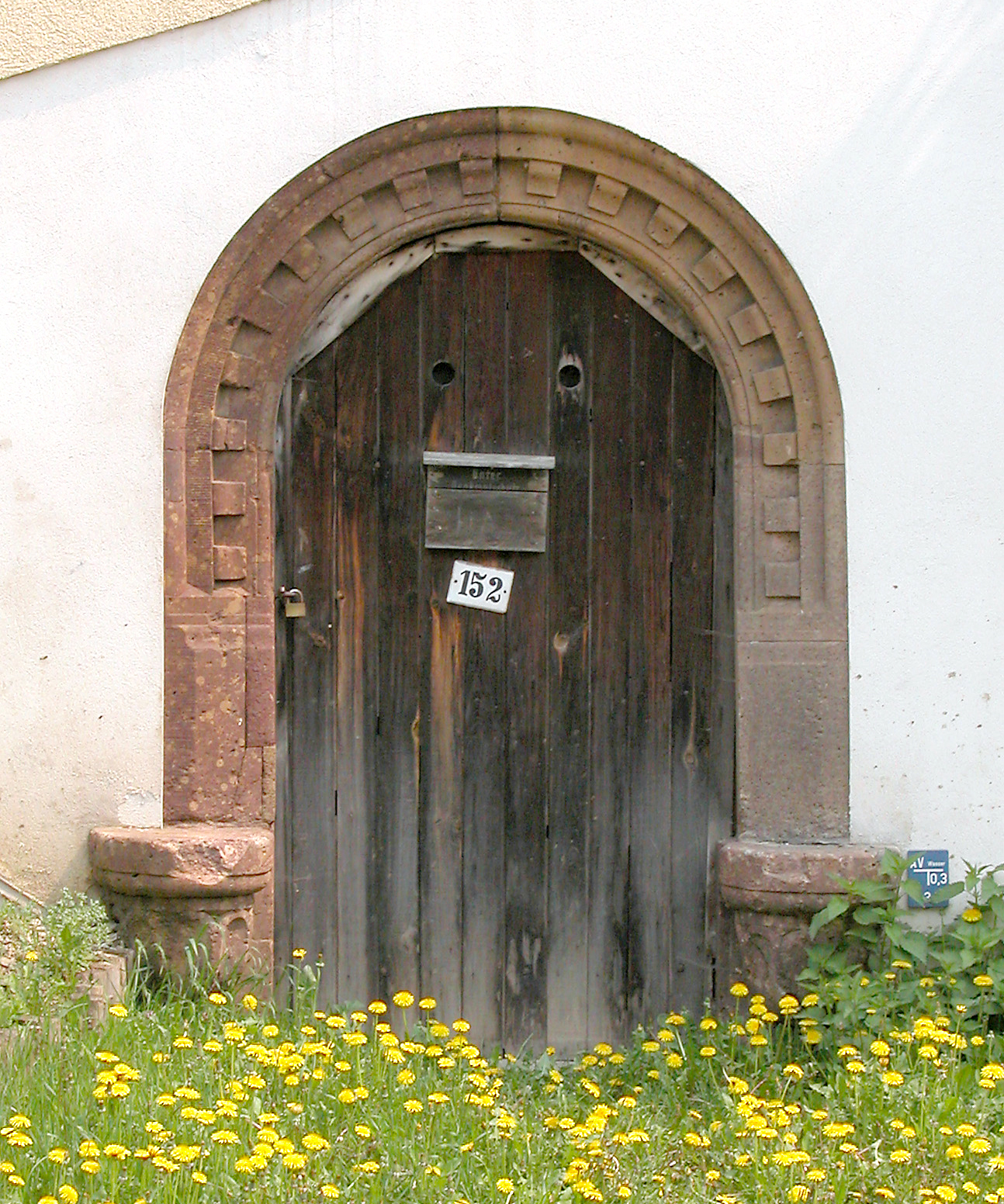
Renaissanceportal im sog. Kellerhaus

## Bildung

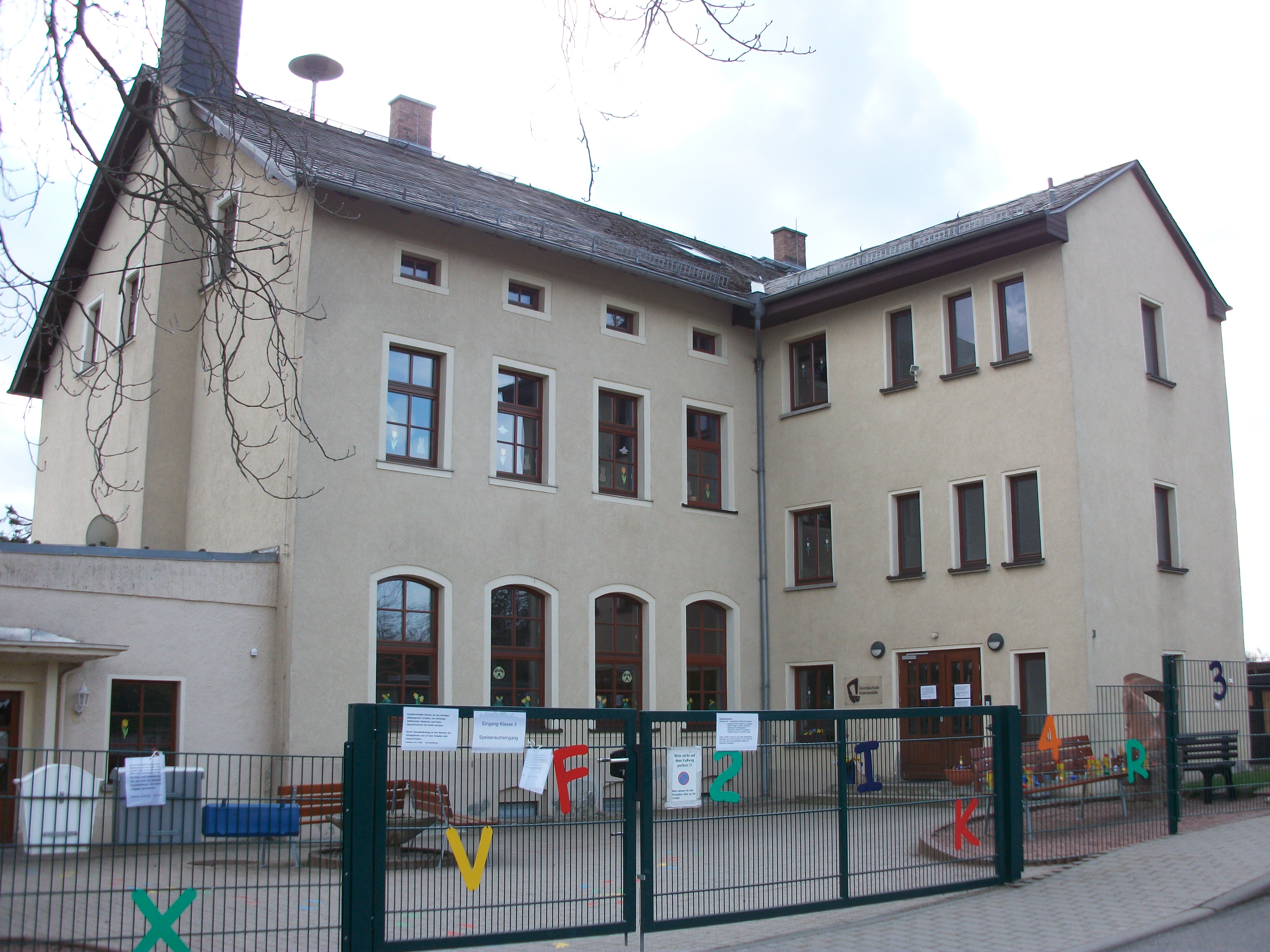
Grundschule Auerswalde

In Auerswalde befindet sich eine von drei Grundschulen der Gemeinde Lichtenau.

## Wirtschaft und Infrastruktur

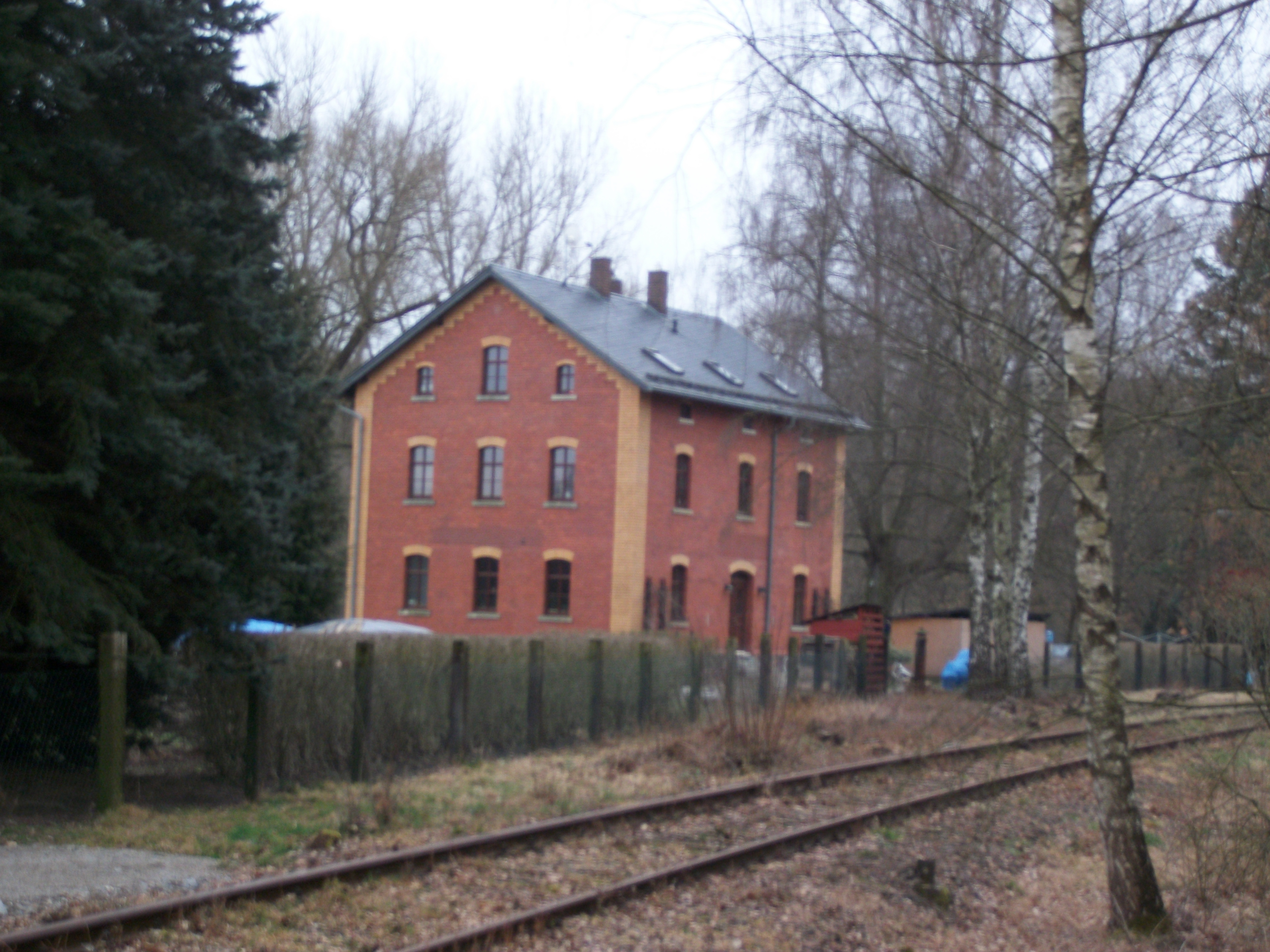
Bahnhof Auerswalde-Köthensdorf (2016) mit Gleisresten

Ab 1845 wurde bei Auerswalde an der Bahnstrecke Riesa–Chemnitz gebaut. Der Bahnhof Oberlichtenau befindet sich in unmittelbarer Nachbarschaft im Osten von Auerswalde, von dem aus stündlich die Chemnitzbahn nach Mittweida und in die Chemnitzer Innenstadt fährt. Im Westen des Orts befand sich im Tal der Chemnitz jenseits des Flusses, bereits auf der Gemarkung von Köthensdorf, der Bahnhof Auerswalde-Köthensdorf. Seit der Stilllegung der Chemnitztalbahn (1998) halten dort keine Züge mehr. Auf der ehemaligen Trasse verläuft jetzt der Chemnitztalradweg. Dieser ist von Chemnitz über Wittgensdorf unt Bf bis Markersdorf befahrbar und passiert den Tunnel Auerswalde.
In den 1930er-Jahren wurde der Bau der Bundesautobahn 4 (Dresden–Jena) vorangetrieben. Auf rund 1,5 Kilometern Länge schneidet die Autobahn das Ortsgebiet. Die nächste Anschlussstelle ist „Chemnitz-Ost“ in Oberlichtenau. Von dort aus führt die Staatsstraße 204 (S 204) durch Auerswalde. Am westlichen Ortsende endet sie an der Bundesstraße 107 (Chemnitz–Rochlitz–Grimma) im Chemnitztal. An der Bundesstraße gibt es über die Anschlussstelle „Chemnitz-Glösa“ eine weitere Verknüpfung zur Autobahn.
Begünstigt durch die Lage an der Autobahn siedelten sich in Auerswalde Unternehmen an, beispielsweise das Wellpappe- und das Displaywerk der Schiettinger-Gruppe. Weiterhin die Firma Tunap (ehemals Erisol) am Bahnhof Oberlichtenau.

## Persönlichkeiten
- David Hoyer (1667–1720), Porträtmaler des Barock
- Carl Gottlieb Haubold (1783–1856), Unternehmer, „Vater des Chemnitzer Maschinenbaus“
- Max Görner (* 1939), Maler und Grafiker
- Wolf Röhner (* 1944), Formgestalter
- Martina Schubert, Malerin[19][20]

## Vereine
- Der 1988 gegründete Verein Dorfgalerie Auerswalde setzt sich für Kunst und Kultur im ländlichen Raum ein.[21]
Ausgestellt haben u. a. die Künstler Hermann Gabler, Harald Hellmich und der Graffitikünstler Tasso.
- Der 2005 gegründete Heimatverein Auerswalde/Garnsdorf e. V. widmet sich der Heimatpflege und der Heimatkunde in Auerswalde und Garnsdorf sowie tangierend der Gemeinde Lichtenau. Der Verein betreibt im Dorfgemeinschaftshaus Auerswalde eine eigene Bibliothek und ein Vereinsarchiv. Er veröffentlicht regelmäßig im Amtsblatt der Gemeinde Lichtenau und gibt selbst Schriften heraus.